# Falënskij rajon
Il Falënskij rajon (in russo Фалёнский район?) è un rajon dell'Oblast' di Kirov, nella Russia europea. Istituito nel 1929, il cui capoluogo è Falënki.